# TVPaint Animation
TVPaint Animation（テレビペイント アニメーション）は、1991年にフランスのTVPaint Développement社が開発した2Dアニメーション制作ソフトウェアである。
かつては「Bauhaus Mirage」（バウハウス ミラージュ）や「NewTek Aura」（ニューテック オーラ）という名前で発行された。
液晶ペンタブレットで入力し、設定画やコンテ制作づくりから、原画・動画、彩色、撮影、完成動画の書き出しまで2Dアニメーション制作に特化した機能とインターフェースを備わっている。

## 使用例・評価
世界70ヶ国で使用されており、日本の多くのアニメスタジオで紙と鉛筆を使うアナログ作画工程がデジタル化されるようになった。
CG専門雑誌・CGWORLDの2019年5月16日の記事では、日本のアニメ映画『海獣の子供』の制作現場において、本ソフトが動画検査などに用いられていることが取り上げられている。独自の線のニュアンスを再現するに当たっては本ソフトとの相性が良かったとされている一方で、本ソフトはプレビューした状態で停止すると最初のコマに戻ってしまう点が指摘されている。また、CGWORLDによる別の記事では、ゲーム『ペルソナ3 ダンシング・ムーンナイト』と『ペルソナ5 ダンシング・スターナイト』での使用例（Ver.10、10.5）が紹介され、本ソフトの利点として、ライトテーブル機能と、音声の読み込みの対応、プレビュー画面の軽さの3つが挙げられた。